# Grosse Pointe
Pour la série télévisée, voir Grosse Pointe (série télévisée).

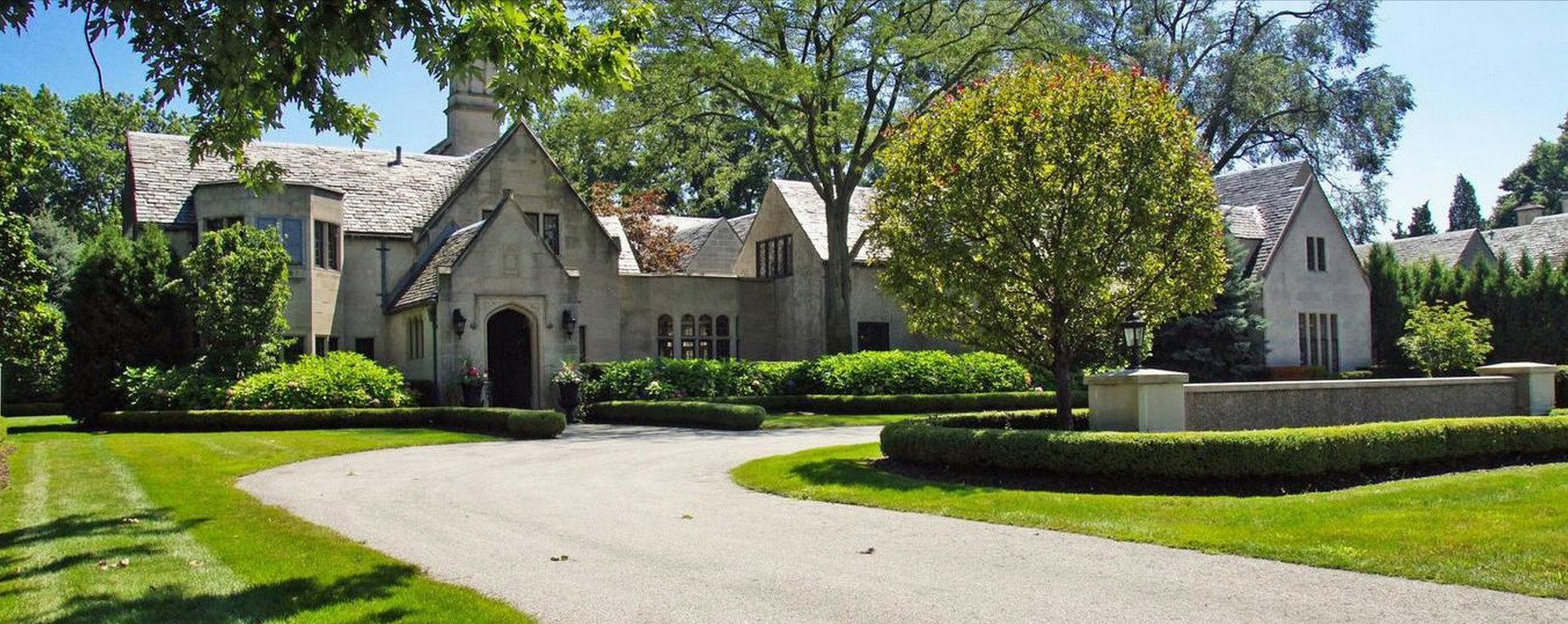

Il existe cinq communautés voisines dans le comté de Wayne, dans l'État américain du Michigan, dont le terme Grosse Pointe fait partie du nom. Collectivement, elles sont connues comme les Grosse Pointes, ou simplement les Pointes.
- Grosse Pointe
- Grosse Pointe Farms
- Grosse Pointe Park
- Grosse Pointe Shores
- Grosse Pointe Woods

## Géographie
Les Grosse Pointes sont l'un des secteurs les plus riches dans la région de l'aire métropolitaine de Détroit. Situées sur la côte du lac Sainte-Claire, et aussi près de la ville centrale de Détroit, ils ont longtemps été un secteur à la mode pour les CEO des compagnies de la région.

## Histoire
En 1669, l'explorateur français Joliet arpente cette région des Grands Lacs.
En 1701, Antoine de Lamothe-Cadillac traverse cet endroit qui prend son appellation française.